# 台湾猕猴桃球针壳
台湾猕猴桃球针壳（学名：Phyllactinia actinidiae-formosanae）是属于白粉菌目白粉菌科球针壳属的一种真菌，寄生在猕猴桃属植物上。该种分布于中国大陆、台湾。